# Trinity Broadcasting Network

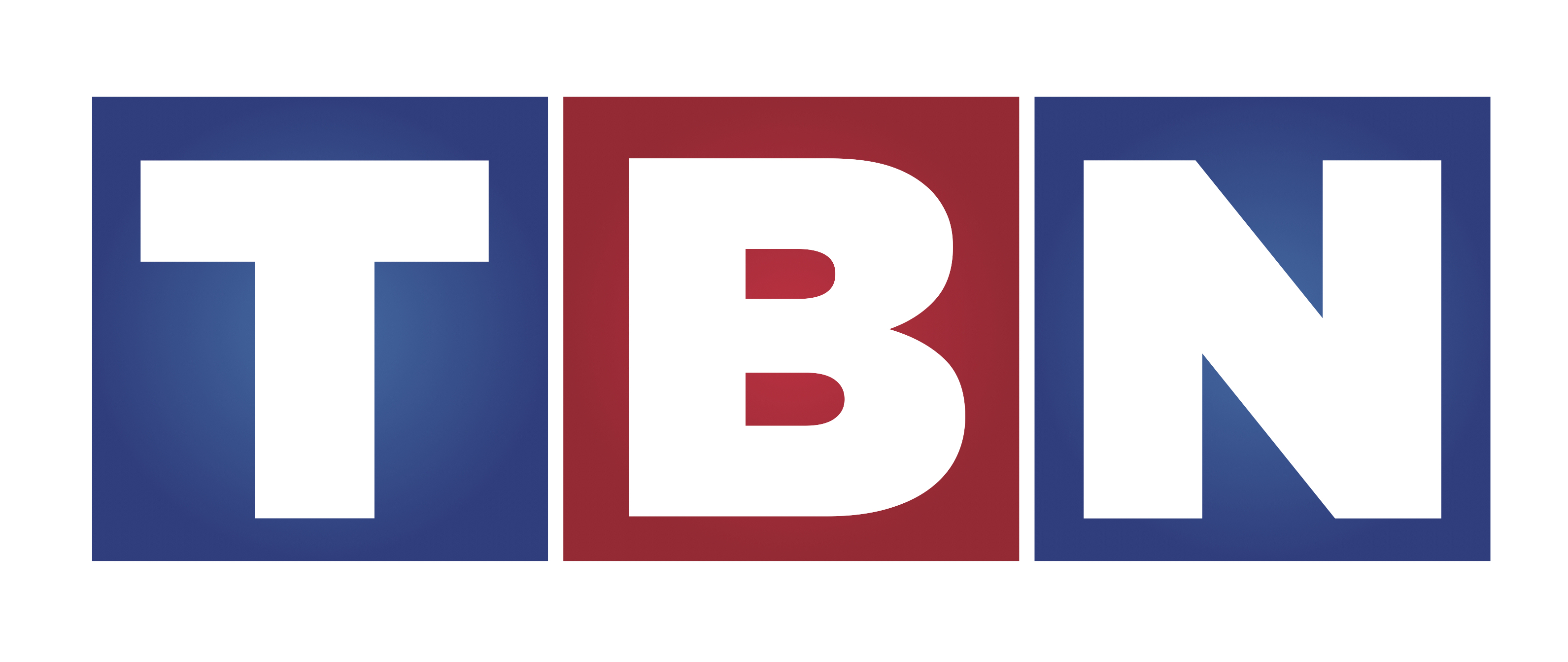
Logo von TBN seit 2015

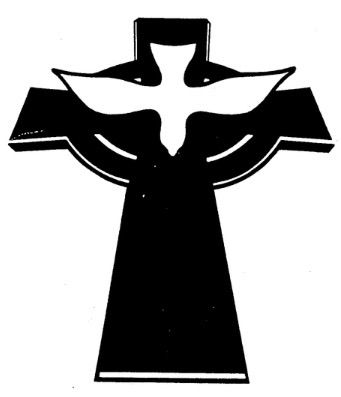
Logo von TBN, verwendet von 1982 bis 1992

Das Trinity Broadcasting Network (TBN) ist eine internationale religiöse Rundfunkgesellschaft und das weltweit größte religiöse Fernsehnetzwerk.
TBN sendet Programme unterschiedlicher kirchlicher Gemeinschaften: von evangelikalen Gemeinschaften, traditionellen protestantischen und katholischen Kirchen, Wohltätigkeitswerken, messianisch-jüdischen und christlichen TV-Prominenten.
TBN betreibt sechs Sendernetzwerke mit Schwerpunkt in den USA, die jeweils spezifische demographische Zielgruppen haben: Hillsong Channel, Smile, TBN Enlace, TBN Salsa und Positiv.

## Geschichte
TBN wurde von Paul und Jan Crouch 1973 gegründet. Crouch hatte in Austin als Pastor gearbeitet und zunächst eine UHF-Fernsehstation in Tustin gekauft, die später zu KTBN wurde. Er sah darin „die Zukunft für die Fernsehevangelisation“ (LA Times), kaufte nach und nach weitere Fernsehsender und gründete das Trinity Broadcasting Network.
Crouch registrierte TBN als Non-Profit-Organisation und rief zu Spenden auf. Mit zunehmendem Erfolg baute er das Hauptquartier der Organisation in Costa Mesa, Kalifornien aus.

## Rezeption
Die Inhalte und das Geschäftsmodell von TBN stehen immer wieder in der Kritik. Die Los Angeles Times wies Mitte 2017 nach einem neuerlichen Skandal im Umfeld der Familie Crouch auf die Dominanz der Gründungsfamilie in TBN hin.